# Hälsingland
Hälsingland (cunoscută și ca Helsingia) este o regiune istorică a Suediei, fără rol administrativ.

## Județe
- Gävleborg

## Patrimoniu mondial al umanității UNESCO
Casele producătorilor de cherestea din provincia Hälsingland au fost înscrise în anul 2012 pe lista patrimoniului mondial al umanității UNESCO.